# Luksemburska Socjalistyczna Partia Robotnicza
Luksemburska Socjalistyczna Partia Robotnicza (LSAP) – centrolewicowa, socjaldemokratyczna partia działająca na terenie Luksemburga.
Zajmuje pozycje socjaldemokratyczne choć bliska jest frakcji demokratyczno-socjalistycznej a partia ma dość silną tożsamość klasową. Łączą ją bliskie stosunki (choć nie ma żadnych formalnych powiązań) z Konfederacją Niezależnych Związków Zawodowych, największą w kraju centralą związkową. Partia największym poparciem cieszy się w południowej części kraju
LSAP jest obecnie drugą pod względem wielkości partią w Luksemburgu posiadająca 14 z 60 miejsc w parlamencie. Partia była częstym koalicjantem największej partii Luksemburga, Chrześcijańsko-Społecznej Partii Ludowej. Przewodniczącym partii jest Alex Bodry natomiast liderem LSAP jest obecny minister spraw zagranicznych Luksemburga, Jean Asselborn.

## Kalendarium
- 5 lipca 1902 - założenie Luksemburskiej Partii Socjaldemokratycznej
- 1905 - sojusz składający się z lewicowych partii politycznych zakłada Luksemburską Socjaldemokratyczną Partię Robotniczą
- 1916- partia została przemianowana na Luksemburską Partię Socjalistyczną
- 2 stycznia 1921 - komuniści dołączają do partii
- 1924 - partia przemianowana na Luksemburską Partię Robotniczą
- 1937 - partia pierwszy raz w historii jest częścią rządu.
- 1946- partia przyjęła obecną nazwę.
- 2 maja 1970 - rozłam prawicowych członków rządu, którzy tworzą Luksemburską Partię Socjaldemokratyczną
- 1981 - powrót części rozłamowców do LSAP

## Przewodniczący partii
- Michel Rasquin (1945 – 1951)
- Paul Wilwertz (1951 – 1952)
- Albert Bousser (1952 – 1954)
- Émile Ludwig (1954 – 1955)
- Paul Wilwertz (1955 – 1959)
- Henry Cravatte (1959 – 1970)
- Antoine Wehenkel (1970 – 1974)
- Lydie Schmit (1974 – 1980)
- Robert Krieps (1980 – 1985)
- Ben Fayot (1985 – 1997)
- Jean Asselborn (1997 – 2004)
- Alex Bodry (2004 – 2014)
- Claude Haagen (2014 – 2019)
- Franz Fayot (2019 – 2020)
- Yves Cruchten (2020 – 2022)
- Francine Closener i Dan Biancalana (od 2022)